# J.P. Tokoto
Jean-Pierre Tokoto, detto J.P. (Rockford, 15 settembre 1993), è un cestista statunitense.
È il nipote dell'ex calciatore camerunese Jean-Pierre Tokoto.

## Carriera
È stato selezionato dai Philadelphia 76ers al secondo giro del Draft NBA 2015 (58ª scelta assoluta).

## Palmarès

### Individuale
- All-Israeli League Second Team: 1

Hapoel Tel Aviv: 2021-22